# Henri de Villeneuve
L'abbé Henri de Villeneuve, né le 20 octobre 1904 à Castres et mort le 19 décembre 1991 à Paris, est un prêtre catholique français, aumônier du corps-franc de la Montagne Noire dans la Résistance, avant de devenir aumônier général de l'Action catholique des milieux indépendants après guerre.

## Biographie

### Origines
Pons Marie Ludovic Michel Henri de Villeneuve est né le 20 octobre 1904 au château d'Hauterive, près de Castres, dans une famille de la noblesse d'extraction, originaire du Languedoc.
Il est le deuxième d'une fratrie de huit enfants et le premier  garçon de Louis, futur marquis de Villeneuve (1875-1952), alors officier de cavalerie au 4ème régiment de cuirassiers, à Cambrai, et de Simone de Carayon-Latour (1880-1942), descendante d'une famille qui s'est beaucoup distinguée, au XIXe siècle, dans la vie économique et politique française.
Sa famille est profondément catholique. Une de ses grands-tantes, Jeanne-Émilie de Villeneuve (1811-1854), religieuse, canonisée le 17 mai 2015, avait fondé à Castres les Sœurs de Notre-Dame de l'Immaculée Conception.

### Jeunesse et formation
Après des études secondaires chez les Jésuites de Sarlat, Henri de Villeneuve rejoint les bancs du lycée Sainte-Geneviève à Versailles, dans l'objectif de préparer l’examen d'entrée à l’Ecole spéciale militaire de Saint-Cyr.
C'est a cette époque qu'après une période de discernement, il choisit de se tourner vers le sacerdoce et la prêtrise.
Il entre alors au séminaire d’Albi (1922), puis à l’Institut catholique de Toulouse où il obtient les diplômes de philosophie et théologie « cum laude » (1925-1927), avant d'être ordonné prêtre en la cathédrale Sainte-Cécile d’Albi en 1928.

### Jeune prêtre
Jeune prêtre, l'abbé de Villeneuve s'investit avec force dans les mouvements d'Action catholique, qui constitueront un de ses axes de sa vie sacerdotale, avec la Résistance.
Il participe ainsi, dès 1930, à la constitution de l'antenne de la Jeunesse ouvrière chrétienne féminine de Labruguière et devient rapidement responsable départemental du mouvement, pour le diocèse d'Albi. En 1932, c’est à l’Université catholique de Lille qu’il se distingue par ses écrits sur les « ouvriers de demain : notes et réflexions sur la préparation à la vie de travail ».

### La Résistance
Avec l'Occupation, l'abbé de Villeneuve s'engage progressivement dans la Résistance, organisant notamment la diffusion clandestine du journal Témoignage chrétien, dès février 1942, dans le Tarn, puis en aidant à celle Combat, tout en maintenant son activité d'aumônier des mouvements d'Action catholique. Il participe ainsi, les 12 et 13 janvier 1943, au Conseil national de l'Action catholique des milieux indépendants (ACI) féminine, mouvement d'Église fondé en 1941 par Marie-Louise Monnet, et destiné à « évangéliser le semblable par le semblable ».
Son action dans la Résistance franchit cependant un nouveau palier quand il devient aumônier clandestin des Maquis du Tarn en juin 1943, à la demande de son ami François Reille-Soult, chef départemental des MUR (Mouvements unis de la Résistance), et avec la bénédiction de son évêque, Mgr Moussaron. C'est à cette époque qu'il fait la connaissance du capitaine de Kervenaoël, dit « Saint-Michel », chef militaire des Maquis, avec qui il se liera d'amitié.
Le 20 avril 1944, il fait partie de la réunion de Castres avec Bernard Jouan de Kervenoaël, Henri Sevenet et Roger Mompezat qui voit la fondation officielle du corps-franc de la Montagne Noire, à partir des différents maquis de ce secteur forestier.
Deux jours plus tard, il connaît son baptême du feu lors du violent combat du col de Picotalen, où un détachement d'environ 200 Allemands attaque les hommes de l'ancien maquis Kervenoaël. Le corps-franc y perdra cinq des siens et comptera de nombreux blessés.
À compter du débarquement de Normandie, le CFMN se regroupe et agit comme une véritable unité militaire. L'abbé de Villeneuve vit désormais en permanence au milieu des maquisards dont il partage les fatigues et les combats, les joies et les peines, prodiguant les soins aux blessés, accompagnant les morts, soutien moral de tous, dans une atmosphère de fraternité militaire peut s'exprimer son dévouement et son rayonnement spirituel.
Il est encore présent le 23 août 1944, à la bataille du Pont de la Mouline qui voit s'affronter 250 cavaliers du Corps-franc, commandés par Mompezat et Kervenoaël et une colonne allemande d'environ 2 000 soldats, en phase de repli après la libération de Castres et d'Albi. L'abbé de Villeneuve reste présent au milieu de la mitraille secourant les blessés, guidant de la voix ses compagnons qui protègent le repli en ripostant au feu des soldats allemands. Quoique blessé à la cuisse, il parvient à ramener un blessé grave derrière les lignes françaises.
Après la fin des combats de la libération de la Région et la constitution du 1er escadron « Montagne Noire », au sein du 8° Dragons de la 1ère Armée française, l'abbé de Villeneuve poursuit sa mission d'aumônier militaire, accompagnant les troupes françaises jusqu'à la victoire.

### Aumônier de l'Action catholique
De 1945 à 1950, l'abbé de Villeneuve est aumônier régional en Afrique du Nord pour la Jeunesse ouvrière chrétienne féminine.
Les 40 dernières années de sa vie seront consacrées à l’Action catholique. Devenu aumônier général de l'Action catholique des milieux indépendants, il réalise de nombreux voyages à travers toute l’Afrique et l’Amérique du Nord et du Sud, au cours desquels il maintient toujours le contact avec les anciens du CFMN.
Décédé le 19 décembre 1991, l'abbé de Villeneuve est inhumé, à sa demande, au cimetière de Laprade au cœur de la Montagne Noire, auprès d'Henri Sevenet et de Bernard Jouan de Kervenoaël, ses camarades de combat.

## Distinctions
- Chevalier de la Légion d'honneur, le 20 juillet 1947.
- Croix de guerre 1939–1945 avec deux citations à l'Ordre de l'Armée.
- Médaille de la Résistance française, par décret du 14 juin 1946[6].
- Médaille de la Résistance polonaise en France.